# Relations entre la Colombie et l'Italie
Les relations entre la Colombie et l'Italie sont des relations internationales s'exerçant entre un État d'Amérique du Sud, la République de Colombie, et un autre principalement européen, l'Italie. L'ambassade d'Italie en Colombie est située à Bogota et l'ambassade de Colombie en Italie est située à Rome.
Les deux États sont membres de l'Union latine.